# Playmaker
No futebol, o playmaker é aquele jogador que tem a função de criar as jogadas ofensivas, ou seja, de controlar o fluxo ofensivo da equipe. A qualidade mais importante de um playmaker é a visão e a capacidade de ler o jogo. Intuição, criatividade e boa posse de bola são elementos chave para este tipo de jogador.
Normalmente o playmaker é o jogador que utiliza a camisa 10 do clube. Porém, há de se ter em mente que o playmaker pode ocupar outras posições do campo além do meio de campo. Por exemplo, um líbero pode ser o playmaker da equipe.
Exemplos de playmakers em várias posições:
| Posição          | Jogador           |
| ---------------- | ----------------- |
| Líbero           | Lothar Matthäus   |
| Primeiro volante | Andrea Pirlo      |
| Segundo volante  | Xavi              |
| Meia             | Zinédine Zidane   |
| Meia-lateral     | Ryan Giggs        |
| Enganche         | Riquelme          |
| Meia-atacante    | Ronaldinho Gaúcho |
| Falso 9          | Lionel Messi      |
| Ponta            | Neymar            |

## Prêmio "IFFHS World's Best Playmaker"
Desde 2006, a Federação Internacional de História e Estatísticas do Futebol (IFFHS) premia o Melhor Playmaker do ano. Para chegar ao vencedor, ela usa dados estatísticos dos jogadores no ano.
| Ano  | Vencedor        | Clube                           |
| ---- | --------------- | ------------------------------- |
| 2006 | Zinédine Zidane | Real Madrid                     |
| 2007 | Kaká            | Milan                           |
| 2008 | Xavi            | Barcelona                       |
| 2009 | Xavi            | Barcelona                       |
| 2010 | Xavi            | Barcelona                       |
| 2011 | Xavi            | Barcelona                       |
| 2012 | Andrés Iniesta  | Barcelona                       |
| 2013 | Andrés Iniesta  | Barcelona                       |
| 2014 | Toni Kroos      | Bayern de Munique / Real Madrid |
| 2015 | Lionel Messi    | Barcelona                       |
| 2016 | Lionel Messi    | Barcelona                       |
| 2017 | Lionel Messi    | Barcelona                       |
| 2018 | Luka Modrić     | Real Madrid                     |
| 2019 | Lionel Messi    | Barcelona                       |

- Fonte:IFFHS[3]